# آب لیتیا

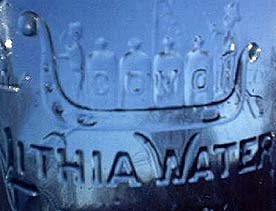
بطری آب چشمه لیتیا، ۱۸۸۸

آب لیتیا به عنوان نوعی آب معدنی تعریف می‌شود که با وجود نمک‌های لیتیوم مشخص می‌شود (به عنوان کربنات لیتیوم یا کلرید لیتیوم). آب چشمه‌های معدنی طبیعی لیتیا نادر است و محصولات آب لیتیای بطری تجاری کمی وجود دارد.
بین دهه ۱۸۸۰ و جنگ جهانی اول، مصرف آب معدنی لیتیا بطری شده رواج داشت. یکی از اولین آبهای لیتیای تجاری که در ایالات متحده به فروش می‌رسید، در سال ۱۸۸۸ در آبشارهای لیتیا، جورجیا بطری بسته شد. در طول این دوران، تقاضای زیادی برای آب لیتیا وجود داشت به طوری که محصولات آب لیتیا در بطری زیاد می‌شد. با این حال، فقط تعداد کمی از آنها از منابع طبیعی چشمه لیتیا بودند. بیشتر مارک‌های آب لیتیا در بطری به بی کربنات لیتیوم به آب چشمه اضافه شده و آن را آب لیتیا می‌نامند. با شروع جنگ جهانی اول و تشکیل آژانس جدید ایمنی مواد غذایی دولت ایالات متحده، بطری‌های آب معدنی مورد بررسی قرار گرفتند. آژانس جدید جریمه‌های بزرگی را علیه بطری‌های آب معدنی به دلیل محصولات غیر برچسب خورده، معرفی نادرست و تقلبی صادر کرد. این اقدامات دولت و تبلیغات آنها، همراه با کارهای عمومی که باعث می‌شد آب شیر آب به راحتی در دسترس باشد، باعث شد اعتماد به نفس و علاقه مردم آمریکا به آب معدنی بطری شده از بین برود.
آب لیتیا حاوی نمک‌های مختلف لیتیوم از جمله سیترات است. نسخه اولیه کوکاکولا که در فواره‌های نوشابه داروخانه‌ها به نام Lithia Coke موجود است مخلوطی از شربت کوکاکولا و آب چشمه Bowden lithia بود. نوشابه 7Up به دلیل داشتن حاوی لیتریم سیترات در سال ۱۹۲۹ "سوداوی لیمویی-لیمویی لیتیوم شده با نام Bib-Label" نامگذاری شد. این نوشیدنی دارویی اختراعی بود که به عنوان داروی خماری به بازار عرضه می‌شد. سدیم لیتیوم در سال ۱۹۴۸ از 7Up حذف شد.

## مارک‌های قابل توجه
- آب چشمه لیتیا، مارکی از آب لیتیای طبیعی بطری شده که از سال ۱۸۸۸ از چشمه‌های لیتیا، جورجیا، ایالات متحده تهیه می‌شود
- Londonderry Lithia، مارکی از آب لیتیای بطری شده که در اواخر قرن ۱۹ و اوایل قرن ۲۰ تولید شده‌است.
- Buffalo Lithia Water، مارک آب لیتیای بطری شده از منبع Buffalo Lithia Springs، ویرجینیا است.